# لیسا لوسیسه‌رو
لیسا لوسیسه‌رو (انگلیسی: Lisa LoCicero؛ زادهٔ ۱۸ آوریل ۱۹۷۰) بازیگر اهل ایالات متحده آمریکا است.
از فیلم‌ها یا مجموعه‌های تلویزیونی که وی در آن‌ها نقش داشته است می‌توان به بیمارستان عمومی، ساعت شلوغی ۲، مرد خانواده، استخوان‌ها، چاک، جویی، پیشتازان فضا: وویجر و نظم و قانون اشاره نمود.